# 四川省女子监狱
四川省女子监狱是位于四川省成都市简阳市养马镇的女子监狱，距离成都50公里。

## 简介
于1998年建立，由四川省监狱管理局管理。设有四川省女子监狱医院。